# Trichomycterus rivulatus
Trichomycterus rivulatus é uma espécie de peixe da família Trichomycteridae.
É endémica do Chile.